# Giovani noi, Vol.1
Giovani noi è il primo album del cantante napoletano Salvo Nicolosi, del 1984

## Tracce
1. T'amo amore t'amo
2. Te vurria cu' mme
3. Songo geluso e' te
4. Barbara
5. Preghiera
6. Giovane
7. Stupida
8. Te songo sincero
9. Suonno d'ammore
10. Teresella